# Yammie Lam
Lam Kit-ying, principalmente nota come Yammie Lam (Hong Kong, 27 aprile 1963 – Stanley, 31 ottobre 2018), è stata un'attrice hongkonghese.

## Biografia
Yammie Lam intraprende la carriera di attrice nel 1983, ottenendo popolarità partecipando a numerose pellicole e serie televisive di successo. Tra il 1995 e il 1997 subisce la perdita di entrambi i genitori, e poco tempo dopo viene lasciata dal fidanzato e finisce vittima di un incidente automobilistico; Nel dicembre 1998, si sospettava che fosse stata violentata da Eric Tsang durante la produzione cinematografica di Tsang a Singapore.
Dall'aprile 1999 fino alla sua morte, aveva sofferto di depressione,evento che porterà di fatto alla fine della sua carriera. Nel 2006 è costretta a dichiarare bancarotta e a vivere mediante un sussidio governativo. Nel 2013 si converte al cattolicesimo e si fa battezzare, con il nome cristiano Maria; il 3 novembre 2018 viene ritrovata morta nel proprio appartamento. Il 9 novembre viene celebrato il funerale nella chiesa Sant'Anna di Stanley – la medesima in cui era stata battezzata – e sepolta nelle vicinanze, all'interno del cimitero di San Raffaele, il 15 novembre.